# Caine Youngman
Caine Jason Kaene Youngman, född 2 november 1982 i Francistown, är en botswansk människorättsaktivist. Han är en del av HBTQ-rörelsen i Botswana och blev 2011 internationellt känd 2011 när han stämde sitt hemland för att det förbjöd homosexuella relationer.
Han arbetade för människorättsgruppen LEGABIBO (The Lesbians, Gays & Bisexuals of Botswana) fram till december 2022. Han var kassör i styrelsen för Pan Africa ILGA, den regionala avdelningen av International Lesbian, Gay, Bisexual, Trans and Intersex Association, och var delaktig i den framgångsrika rättsprocessen för att få människorättsgruppen registrerad.

## Biografi
Youngman är uppvuxen i Sebina i provinsen North-East. Han gick 2005 med i LEGABIBO som "Head of policy and legal advocacy". Han lämnade gruppen 2022 när han flyttade utomlands. Han har varit inblandad i flera rättstvister mot Botswana för att försöka förbättra HBTQ-personers rättsläge i landet. År 2009 stämde han landet för dess sodomilagar. Han drog 2011 tillbaka stämningen för att samla mer information, så att han skulle ha större chans att nå framgång.
När den evangeliska gruppen EFB (The Evangelical Fellowship of Botswana) likställde homosexualitet med incest och den vice talmannen i Botswanas riksdag kallade homosexuella för "demoniska och onda", kritiserade Youngman uttalandena som "respektlösa, hatiska och ignoranta". Han kritiserade 2022 hur homosexuella marginaliserades och hotades vid granskningskommitténs "Kgotla-möten" (inhemsk benämning på rättslig sammankomst) angående Botswanas grundlag.
I rättstvisten att tvinga den botswanska regeringen att erkänna och registrera LEGABIBO år 2014 var han bland de kärande. Han beskrev regeringens vägran som en kränkning av deras mänskliga rättigheter, åsiktsfrihet och mötesfrihet. Uttalandet föranleddes av att regeringen under nio års tid vägrat att registrera gruppen.
Han var del i målet då LEGABIBO vid Botswanas högsta domstol fick landets förbud mot homosexuella handlingar hävt. Fallet anses vara prejudicerande även i andra afrikanska nationer. Youngman kritiserade landets attorney general Abraham Keetshabe när denne valde att försöka få domen ogiltigförklarad.
I en direktsänt radiodebatt 2016 uppmanade den fundamentalistiske baptistiske pastorn Steven Anderson, grundare av New Independent Fundamental Baptist Movement, Botswanas regering att avrätta alla homosexuella. Efter sändningen beordrade Botswanas dåvarande president Ian Khama att Anderson skulle deporteras för "hate speech" (hatbrott).
Youngman tror att det är viktigt att lokal HBTQ-aktivism inte överskuggas av utländska donatorer. I sin egen aktivism använder han setswanauttryck i stället för engelska för till exempel sexuell läggning och arbetar med representanter från alla samhällsnivåer, inklusive religiösa ledare och traditionella stamhövdingar.
2016 deltog han i BBC World News program Working Lives.

## Privatliv
Youngman insåg att han var homosexuell redan i grundskolan, men han visste inte att det fanns en term för det. Många av hans släktingar fick reda på hans sexuella läggning i och med stämningsansökan 2009. Han har sagt att han alltid känt sig stöttad av sin katolska familj.
Youngman utsågs till "LGBTI person of the year" 2018 av den botswanska tidningen The Midweek Sun. Han gifte sig 2019 utanför Botswana och flyttade 2022 till Belgien.